# سلفادور بيريز
سلفادور بيريز (بالإسبانية: Salvador Pérez)‏ هو لاعب كرة قاعدة فنزويلي، ولد في 10 مايو 1990 في بلنسية في فنزويلا.

## وصلات خارجية
- سلفادور بيريز على موقع دوري كرة القاعدة الرئيسي (الإنجليزية)
- سلفادور بيريز على موقعبيزبول رفرنس.كوم (الدوري الرئيسي) (الإنجليزية)
- سلفادور بيريز على موقعبيزبول رفرنس.كوم (الدوري الثانوي) (الإنجليزية)
- سلفادور بيريز على موقع إي إس بي إن.كوم (أم.أل.بي) (الإنجليزية)
- سلفادور بيريز على موقع مشجعي الرسوم البيانية (الإنجليزية)